# Mario Evaristo
Marino Evaristo (Buenos Aires, 1908. december 10. – Quilmes, 1993. április 30.), világbajnoki ezüstérmes argentin válogatott labdarúgó. A testvére Juan szintén válogatott labdarúgó volt.
Az argentin válogatott tagjaként részt vett az 1930-as világbajnokságon és az 1929-es Dél-amerikai bajnokságon.

## Sikerei, díjai
Boca Juniors
- Argentin bajnok (3): 1926, 1930, 1931

Argentína
- Világbajnoki döntős (1): 1930
- Dél-amerikai bajnok (1): 1929

## Külső hivatkozások
- Argentin keretek a Copa Américan rsssf.com
- Mario Evaristo a FIFA.com honlapján Archiválva 2015. február 7-i dátummal a Wayback Machine-ben